# القيب (جبل)
جبل القِيب (بكسر القاف) هو جبل صغير في تهامة في ديار قبيلة بلقرن وقبيلة شمران ويفصل بينهما في محافظة العرضيات في منطقة مكة المكرمة في المملكة العربية السعودية، وللشرق منه تقع قرية نقمة.